# Enrichetta Alfieri
Pour les articles homonymes, voir Alfieri.
Enrichetta Alfieri, en religion sœur Marie Angèle, née le 23 février 1891 à Borgo Vercelli en Italie, morte le 23 novembre 1951, est une religieuse italienne réputée pour sa sainteté et son dévouement auprès des prisonniers de tous bords, notamment pendant la Seconde Guerre mondiale, ce qui lui vaut d'être condamnée à mort avant d'être libérée.
Le pape Benoît XVI la reconnaît bienheureuse en 2011. Elle est fêtée le 23 novembre.

## Biographie
Enrichetta Alfieri naît le 23 février 1891 à Borgo Vercelli en Italie,.
Elle ressent précocement la vocation religieuse et entre en 1911 chez les Sœurs de la Charité de Sainte Jeanne Antide Thouret, sous le nom de sœur Marie Angèle. Elle est enseignante à Vercelli, mais doit arrêter en 1917 à cause du Mal de Pott, une forme de tuberculose atteignant la colonne vertébrale. Le 25 février 1923, elle est guérie lors d'un pèlerinage à Lourdes.
Complètement rétablie, elle est affectée à partir de mai 1923 au ministère à la prison San Vittore de Milan. Elle y est tellement appréciée des prisonniers qu'elle est surnommée « l'Ange de San Vittore ». Elle est nommée en 1939 supérieure des Sœurs qui y servent.
Pendant la Seconde Guerre mondiale, à partir de 1943 la prison devient un quartier général SS et une prison pour les Juifs, les prêtres, les religieux et les résistants qui combattent les puissances de l'Axe. Elle et les autres sœurs les aident en les ravitaillant clandestinement, en faisant passer des messages et en œuvrant avec les autorités de l'Église pour intercéder pour les prisonniers, réussissant à en sauver beaucoup ainsi.
Le 23 septembre 1944, elle est surprise en possession du message d'un prisonnier, et elle est arrêtée pour espionnage et condamnée à mort ou à l'emprisonnement à perpétuité en Allemagne. Des responsables de l'Église interviennent pour elle. Elle est transférée à la maison des sœurs à Brescia.
Après la guerre, en mai 1945, elle est affectée de nouveau à San Vittore, et s'occupe des prisonniers de guerre, y compris les anciens geôliers.
Elle se casse le fémur en tombant en 1950, et sa santé décline ensuite. Elle meurt à Milan le 23 novembre 1951.

## Procédure en béatification
La procédure pour l'éventuelle béatification de sœur Marie Angèle (Enrichetta Alfieri) est ouverte et instruite au plan diocésain, puis le dossier est transmis à Rome auprès de la Congrégation pour les causes des saints.
Le pape Benoît XVI approuve le 19 décembre 2009 la reconnaissance de l'héroïcité de ses vertus et la reconnaît ainsi vénérable.
Deux ans plus tard, Benoît XVI la proclame bienheureuse le 26 juin 2011.
Se fête est le 23 novembre.